# Ольхов, Василий Семёнович
Василий Семёнович Ольхов (20 января 1919, хутор Антониновка, Область Войска Донского — 13 октября 1996, Ростовская область) — сержант, командир отделения взвода пешей разведки 550-го стрелкового полка (126-я стрелковая дивизия) в период Великой Отечественной войны; полный кавалер Ордена Славы.

## Биография
Родился 20 января 1919 года на хуторе Антониновка в русской крестьянской семье. Рано осиротел; воспитывался в семье тётки в поселке Боково-Антрацит (ныне — Антрацит, Луганская область, Украина). Окончил 7 классов и горнопромышленное училище в Свердловске; работал трактористом, машинистом врубовых машин на шахте, позже — в геологической партии (Душети, Грузия).
В 1939 году призван в РККА.

### Великая Отечественная война
На начало войны проходил службу в 543 корпусном артиллерийском полку — разведчиком. В боях — с 27 июня 1941 года.
В сентябре 1941 года, будучи раненным, попал в плен, был выкуплен местными жителями; жил на хуторе Антониновка. После освобождения Ростовской области с 9 августа 1943 года повторно призван в армию. Воевал на Степном, 2-м Украинском фронтах (был ранен в 1944 году в Корсунь-Шевченковской операции), 1-м Прибалтийском и 3-м Белорусском фронтах; освобождал Прибалтику, брал Кёнигсберг.
19 августа 1944 года в бою у населённого пункта Садайцы (близ Шяуляя), будучи командиром отделения взвода пешей разведки, со своим отделением в составе взвода отбил три атаки численно превосходящих сил противника, лично уничтожил 12 немецких солдат. Награждён орденом Славы 3 степени.
2 февраля 1945 года в бою за населённый пункт Йаугенен (близ Нёйкурена, Восточная Пруссия) силами отделения отразил 7 контратак противника. На следующий день в бою за Зортенен (нем. Sorthenen) лично уничтожил 6 солдат противника. Награждён орденом Славы 2 степени.
7 апреля 1945 года в ходе штурма Кёнигсберга младший сержант Ольхов в бою за овладение фортом № 5 севернее Кёнигсберга, проводя разведку огневых точек противника, взял в плен двух немцев. На следующий день, находясь в боевых порядках штурмовой роты, гранатой уничтожил станковый пулемёт противника с расчётом, взял в плен 7 немецких солдат. Награждён орденом Славы 2 степени (перенаграждение орденом Славы I степени состоялось 21.1.1987).

### После войны
После демобилизации (1946) вернулся в хутор Антониновка. Член КПСС с 1958 года. До 1975 года работал в колхозе «Донская правда», с 1975 года — в колхозе «Украина». Был трактористом и бригадиром тракторной бригады Равнопольской МТС, заведующим животноводческой фермой.
Умер 13 октября 1996 года. Похоронен на кладбище села Новая Надежда.

### Семья
Отец — Семён Афанасьевич Ольхов, участник Первой мировой и Гражданской войн; пропал без вести после ареста белоказаками.
Жена — Лидия Стефановна;
- дети — три дочери, сын.

## Награды
Полный кавалер ордена Славы:
- Орден Славы 3 степени (18.9.1944)[7]
- Орден Славы 2 степени — 07.04.1945[8]
- Орден Славы 2 степени — 30.04.1945[6] (перенаграждение Орденом Славы 1 степени — 21.01.1987)
- Орден Отечественной войны 1 степени (11.03.1985)[3][4]
- Орден Трудового Красного Знамени (1969)[3] — за выращивание большого урожая кукурузы
- медали
- Почётные грамоты.